# Gladsaxe (municipio)

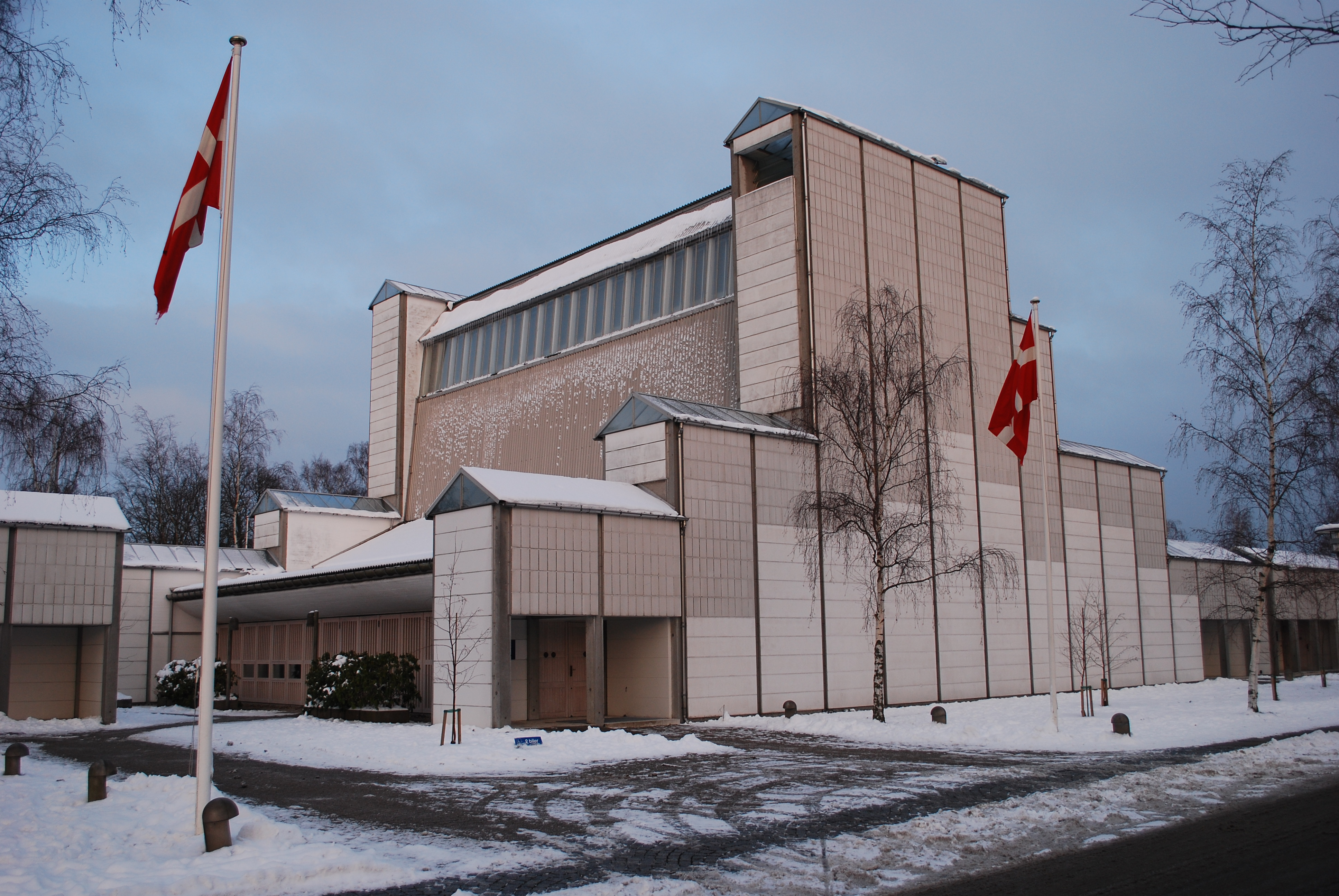
Iglesia moderna en Gladsaxe

El Municipio de Gladsaxe es una municipalidad (en danés, kommune) cerca de Copenhague en la región Hovedstaden en la isla de Selandia en el este de Dinamarca.
La municipalidad cubre un área de 25 km², y tiene una población total de 62,562 (2008). Su alcalde es Karin Søjberg Holst, un miembro del partido socialdemócrata.
El sitio de su consejo municipal es la ciudad de Buddinge. Otras ciudades en la municipalidad son Gladsaxe, Søborg, Bagsværd, y Mørkhøj – pero los límites de la ciudad no se distinguen porque los pueblos han crecido juntos como una dispersión urbana. Mørkhøj, Værebro in Bagsværd y Høje-Gladsaxe son grandes proyectos de vivienda y el hogar de muchos inmigrantes y son típicos por suburbios de hormigón de gran altura en Copenhague.
En Gladsaxe, hay un mástil de 206.5 metros de televisión que fue construido en 1955. Fue el primer sitio de transmisión de televisión en Dinamarca.
El municipio de Gladsake no se fusionó con otras municipalidades antes del 1 de enero de 2007 como resultado de "La Reforma Municipal".